# Campionati del mondo di mezza maratona 2000
I Campionati del mondo di mezza maratona 2000 (9ª edizione) si sono svolti il 12 novembre a Veracruz, in Messico. Vi hanno preso parte 182 atleti (di cui 121 uomini e 61 donne) in rappresentanza di 52 nazioni.

## Gara maschile

### Individuale
| Posizione | Atleta              | Nazionalità | Tempo    |
| --------- | ------------------- | ----------- | -------- |
| Oro       | Paul Tergat         | Kenya       | 1h03'47" |
| Argento   | Phaustin Baha Sulle | Tanzania    | 1h03'48" |
| Bronzo    | Tesfaye Jifar       | Etiopia     | 1h03'50" |
| 4º        | Joseph Kimani       | Kenya       | 1h03'52" |
| 5º        | David Ruto          | Kenya       | 1h03'59" |
| 6º        | John Gwako          | Kenya       | 1h04'16" |
| 7º        | Zebedayo Bayo       | Tanzania    | 1h04'25" |
| 8º        | Óscar Fernández     | Spagna      | 1h04'25" |
| 9º        | Marco Mazza         | Italia      | 1h04'26" |
| 10º       | Noureddine Betim    | Algeria     | 1h04'40" |
| 11º       | Toshiyuki Hayata    | Giappone    | 1h04'55" |
| 12º       | Seid Ibrahim        | Etiopia     | 1h05'19" |
| 13º       | Faustino Reynoso    | Messico     | 1h05'34" |
| 14º       | Gemechu Kebede      | Etiopia     | 1h05'36" |
| 15º       | Koen Allaert        | Belgio      | 1h05'41" |

### A squadre
| Posizione | Squadra  | Atleti                                     | Tempo    |
| --------- | -------- | ------------------------------------------ | -------- |
| Oro       | Kenya    | Paul Tergat Joseph Kimani David Ruto       | 3h11'38" |
| Argento   | Etiopia  | Tesfaye Jifar Seid Ibrahim Gemechu Kebede  | 3h14'45" |
| Bronzo    | Belgio   | Koen Allaert Guy Fays Christiano Nemeth    | 3h18'35" |
| 4º        | Giappone | Toshiyuki Hayata Satoshi Irifune Jun Shida | 3h18'44" |
| 5º        | Italia   | Marco Mazza Migidio Bourifa Daniele Caimmi | 3h19'21" |

## Gara femminile

### Individuale
| Posizione | Atleta                 | Nazionalità | Tempo    |
| --------- | ---------------------- | ----------- | -------- |
| Oro       | Paula Radcliffe        | Regno Unito | 1h09'07" |
| Argento   | Susan Chepkemei        | Kenya       | 1h09'40" |
| Bronzo    | Lidia Șimon            | Romania     | 1h10'24" |
| 4ª        | Mizuki Noguchi         | Giappone    | 1h11'11" |
| 5ª        | Pamela Chepchumba      | Kenya       | 1h11'33" |
| 6ª        | Mihaela Botezan        | Romania     | 1h11'52" |
| 7ª        | Cristina Pomacu        | Romania     | 1h12'06" |
| 8ª        | Yukiko Okamoto         | Giappone    | 1h12'20" |
| 9ª        | Yasuko Hashimoto       | Giappone    | 1h12'54" |
| 10ª       | Milena Glusac          | Stati Uniti | 1h13'53" |
| 11ª       | Lydia Grigoryeva       | Russia      | 1h14'26" |
| 12ª       | Stine Larsen           | Norvegia    | 1h14'39" |
| 13ª       | Galina Aleksandrova    | Russia      | 1h15'02" |
| 14ª       | Selma Cândida dos Reis | Brasile     | 1h15'16" |
| 15ª       | Wilma van Onna         | Paesi Bassi | 1h15'17" |

### A squadre
| Posizione | Squadra     | Atleti                                                | Tempo    |
| --------- | ----------- | ----------------------------------------------------- | -------- |
| Oro       | Romania     | Lidia Șimon Mihaela Botezan Cristina Pomacu           | 3h34'22" |
| Argento   | Giappone    | Mizuki Noguchi Yukiko Okamoto Yasuko Hashimoto        | 3h36'25" |
| Bronzo    | Russia      | Lydia Grigoryeva Galina Aleksandrova Zinaida Semenova | 3h45'41" |
| 4ª        | Etiopia     | Aster Bacha Abeba Tolla Meseret Kotu                  | 3h48'20" |
| 5ª        | Stati Uniti | Milena Glusac Kristin Beaney Shelly Steely            | 3h49'03" |

## Medagliere
| Posizione | Paese       | Oro | Argento | Bronzo | Totale |
| --------- | ----------- | --- | ------- | ------ | ------ |
| 1         | Kenya       | 2   | 1       | 0      | 3      |
| 2         | Romania     | 1   | 0       | 1      | 2      |
| 3         | Regno Unito | 1   | 0       | 0      | 1      |
| 4         | Etiopia     | 0   | 1       | 1      | 2      |
| 5         | Giappone    | 0   | 1       | 0      | 1      |
| 5         | Tanzania    | 0   | 1       | 0      | 1      |
| 7         | Belgio      | 0   | 0       | 1      | 1      |
| 7         | Russia      | 0   | 0       | 1      | 1      |
| Totale    | Totale      | 4   | 4       | 4      | 12     |